# Guinn Smith
Guinn Smith (Estados Unidos, 2 de mayo de 1920-20 de enero de 2004) fue un atleta estadounidense, especialista en la prueba de salto con pértiga en la que llegó a ser campeón olímpico en 1948.

## Carrera deportiva
En los JJ. OO. de Londres 1948 ganó la medalla de oro en el salto con pértiga, con un salto por encima de 4.30 metros, superando al finlandés Erkki Kataja (plata con 4.20 m) y al también estadounidense Robert Richards (bronce también con 4.20 m pero en más intentos).